# Томмі Семмі
Томмі Семмі (нар. 30 вересня 1994) — папуаський футболіст, нападник клубу  «Маріст Файр» та збірної Папуа Нової Гвінеї.

## Клубна кар'єра
Зробивши собі ім'я в футбольній команді свого рідного селища, в 2013 році Томмі переходить до клубу «Беста Юнайтед» з Національної Соккер Ліги ПНГ, у складі якої виступав протягом двох сезонів. У 2015 році він переходит до переможця національного чемпіонату, клубу «Хекарі Юнайтед», в складі якого виступав у Лізі чемпіонів ОФК 2014/15, він зіграв у тому числі й проти вануатського «Тафеа», в якому відзначився голом завдяки вдалим індивідуальним діям. Він знову забив «Тефеа» в фінальному матчі групового етапу й допоміг клубу здобути перемогу з рахунком 3:2. Двох голів Семмі вистачило для того, щоб посісти четверте місце в списку найкращих бомбардирів напередодні початку фінального етапу турніру. У складі команди він також виступав у Лізі чемпіонів ОФК 2016, забивши 2 м'ячі в 3-ох поєдинках групового етапу. Він відзначився по одному разу в воротах «АС Лоссі» з Нової Каледонії та «Суви» з Фіджі.
У липні 2016 року стало відомо, що Томмі Семмі та троє інших гравців «Хекарі» підписали контракти з преставником С-Ліги Соломонових островів ФК «Маріст».

## Кар'єра в збірній
В 2013 році Семмі був у таборі збірної Папуа Нової Гвінеї на Кубку ОФК U-20 2013 року. На цьому турнірі він зіграв 1 поєдинок. В 2015 році його було викликано до табору національної збірної для участі в Тихоокеанських іграх, які були домашніми для Папуа Нової Гвінеї. На тому турнірі збірна стала бронзовим призером, вперше завоювавши медаль цього турніру з 1987 року. Цей же турнір також був і кваліфікацією до чоловічого футбольного турніру Літніх Олімпійських Ігор 2016 року. В рамках підготовки до Тихоокеанських ігор, головний тренер Рікі Герберт викликав його для двох товариських матчах проти Соломонових островів. Він відзначився дублем у другому матчі, а збірна Папуа Нової Гвінеї перемогла з рахунком 2:1.
За головну футбольну збірну Папуа Нової Гвінеї дебютував у 2014 році в товариському матчі проти Сінгапуру. Його знову викликали до табору збірної Папуа Нової Гвінеї для участі в Кубку націй ОФК і 29 травня в матчі проти Нової Каледнії забив свій перший м'яч у футболці національної збірної. Проте вже незабаром він отримав червону картку й достроково завершив матч.

### Голи за збірну
| #                                     | Дата                | Місце проведення                                | Суперник       | Рахунок | Результат | Змагання             |
| ------------------------------------- | ------------------- | ----------------------------------------------- | -------------- | ------- | --------- | -------------------- |
| 1                                     | 29 травня 2016 року | «Сер Джон Гуйс», Порт-Морсбі, Папуа Нова Гвінея | Нова Каледонія | 1–0     | 1–0       | Кубок націй ОФК 2016 |
| 2                                     | 17 червня 2016 року | «Сер Джон Гуйс», Порт-Морсбі, Папуа Нова Гвінея | Малайзія       | 1–0     | 2–0       | Товариський          |
| 3                                     | 17 червня 2016 року | «Сер Джон Гуйс», Порт-Морсбі, Папуа Нова Гвінея | Малайзія       | 2–0     | 2–0       | Товариський          |
| Останнє оновлення 17 червня 2016 року |                     |                                                 |                |         |           |                      |

### Міжнародна статистика
Станом на станом на 17 червня 2016 року
| Папуа Нова Гвінея | Папуа Нова Гвінея | Папуа Нова Гвінея |
| Роки              | Матчі             | Голи              |
| ----------------- | ----------------- | ----------------- |
| 2014              | 2                 | 0                 |
| 2015              | 0                 | 0                 |
| 2016              | 6                 | 3                 |
| Total             | 8                 | 3                 |

## Досягнення

### Клубні
- Кубок НСЛ Теліком
  -  Чемпіон (1): 2015/16

### Міжнародні
- Тихоокеанські ігри (футбол):
  -  Бронзовий призер (1): 2015

- Кубок націй ОФК:
  -  Срібний призер (1): 2016